# ハリバートン (企業)
ハリバートン (Halliburton Energy Services, NYSE: HAL)は、アメリカテキサス州ヒューストンに本拠を置く多国籍企業で、120カ国以上で営業している。

## 概要
ハリバートンの主要営業部門は、資源サービスグループ(Energy Services Group)で、ESGは石油と天然ガス探査及び生産設備を製造する。また、イラク戦争後のイラクにおける運輸事業などの各種復興事業や、海外に展開するアメリカ軍のケータリングサービスの提供も行うなど、様々な事業を展開している。
なお、アメリカのディック・チェイニー副大統領が副大統領就任前に同社のCEOを務めていた（1995-2000）ため、BBCなど、チェイニー副大統領と同社の利害関係を問題視するマスコミも存在する。アメリカ政府と10億ドルの契約がなされた際には、縁故資本主義が指摘された。その後不当な戦時利得を得ているとされてきて、アメリカ政府に何百万ドルも返還する事になった。
最高経営責任者は、David J. Lesar。役員が相互兼任する会社は、シティバンク、インペリアル・ケミカル・インダストリーズ、カナダ太平洋鉄道、Brown & Root and Wimpey Constructionがある。
日本では、新潟市北区に事務所を構えている。

## 歴史
1919年、アール・P・ハリバートンにより、Halliburton Oil Well Cementing Companyとしてオクラホマ州ダンカンで設立された。
1990年代のボスニア紛争では、子会社のケロッグ・ブラウン＆ルート社がアメリカ軍の食料と水の供給、衣類の洗濯、郵便配達などを請け負った。
1998年、ドレッサー・インダストリーズと合併した。
2007年3月には、アラブ首長国連邦ドバイに第2本社が設けられ、東半球での業務を担っている。
2010年4月12日、原油流出処理・石油ガス田火災爆発処理など、石油災害対応分野世界最大手ブーツアンドクーツ社（本社ヒューストン）を2.4億ドルで買収することで合意した。
同年4月20日の2010年メキシコ湾原油流出事故で爆発した石油採掘施設にかかわる作業の一部を担当した。
2014年4月、シェールガス埋蔵量世界一の中華人民共和国で華油能源と提携して共同出資会社を設立する。